# Петниста червено-рижа слонска земеровка
Петнистата червено-рижа слонска земеровка (Rhynchocyon cirnei) е вид бозайник от семейство Слонски земеровки (Macroscelididae). Видът е почти застрашен от изчезване.